# バークレー (小惑星)
バークレー (716 Berkeley) は小惑星帯にある小惑星。ヨハン・パリサがウィーン天文台で発見した。
カリフォルニア州のバークレーに因んで名付けられた。